# مجید مرتضایی آبرودی
مجید مرتضایی آبرودی (زاد ۳۰ مهر ۱۳۵۲ در مشهد) بازیکن سابق و سرمربی کنونی فوتسال اهل ایران است که هدایت تیم ملی فوتسال افغانستان را بر عهده دارد.

وی دارای مدرک تحصیلی فوق‌لیسانس مدیریت تربیت‌بدنی، دبیر آموزش و پرورش و دارنده مدرک A آسیا در فوتبال و مدرس فیفا و فدراسیون فوتبال است.

## سوابق مربی‌گری

### سوابق مربی‌گری درفوتسال

#### مربی‌گری در عرصه بین‌المللی
- سرمربی‌گری تیم ملی فوتسال افغانستان به مدت ۲ سال، دو دوره مقدماتی جام ملت‌های آسیا و راهیابی به مرحله نهایی جام ملت‌های آسیا در سال ۲۰۲۳.[۸][۹]

#### مربیگری در سطح استانی و ملی
- سرمربی تیم منتخب دانش آموزی استان خراسان رضوی.
- سرمربی تیم منتخب دانشجویان دانشگاه فردوسی مشهد.
- سرمربی تیم فرش آرا مشهد در لیگ دسته اول فوتسال کشور به مدت ۴ سال و راهیابی دوبار به مرحله پلی‌آف لیگ برتر فوتسال.
- سرمربی تیم فوتسال فرش آرا مشهد در لیگ برتر فوتسال کشور ایران به مدت ۷ سال از سال ۱۳۹۲ الی ۱۳۹۸.[۱۰][۱۱][۱۲]
- سرمربی تیم امید فرش آرا مشهد در لیگ برتر امیدهای کشور ایران به مدت ۶ سال.

### سوابق مربی‌گری درفوتبال
- سرمربی تیم فجر سپاه خراسان در لیگ استان خراسان رضوی.
- سرمربی تیم فرش آرا مشهد در لیگ دسته سوم کشور.
- سرمربی تیم منتخب دانش آموزی در استان خراسان رضوی.

#### کمک مربی
- کمک مربی در تیم ابومسلم خراسان در لیگ برتر کشور.
- کمک مربی در تیم پیام خراسان در لیگ دسته اول و لیگ برتر فوتبال کشور.
- کمک مربی در تیم گاز سرخس در لیگ دسته دوم کشور.
- مربی‌گری در تیم ملی زیر ۱۳ سال کشور با عنوان کمک مربی.

## سوابق بازی در فوتبال و فوتسال[۱۳]
- بازی در تیم فوتبال فرش آرا مشهد در لیگ دسته سوم کشور.
- بازی در تیم فوتسال دانشگاه فردوسی مشهد.
- بازی در تیم فوتسال و فوتبال کارگری استان خراسان در لیگ کارگران کشور.
- بازی در تیم‌های منتخب فرهنگیان خراسان رضوی.

## سوابق تدریس[۱۴]
- مدرس فدراسیون فوتبال جمهوری اسلامی ایران و کنفدراسیون فوتبال آسیا از سال ۱۳۸۲ تاکنون.
- برگزاری ۲۰ دوره مربی‌گری C فوتبال آسیا به عنوان مدرس و ۵ دوره مربی‌گری B فوتبال آسیا به عنوان دستیار.
- برگزاری ۷ دوره مربی‌گری فوتسال به عنوان مدرس دوره.

## مدارک مربی‌گری
- مدرک مربی‌گری سطح A آسیا در فوتبال.
- مدرک مربی‌گری سطح C فوتسال آسیا.
- مدرک مدرسی گرس روت از فیفا.
- مدرک فوتورو ۱ و فوتورو ۱ از فیفا ویژه مدرسین فوتبال.
- مدرک مربی‌گری سنین طلایی از کشور ژاپن در فوتبال.

## افتخارات

### مربی

#### تیم ملی فوتسال افغانستان
- نایب قهرمانی در مسابقات کافا (آسیای مرکزی) - cafa futsal.[۱۵][۱۶][۱۷]
- مقام سومی مسابقات بین قاره‌ای فوتسال تایلند در سال ۲۰۲۳.[۱۸]

#### تیم فوتسال امیدفرش آرامشهد[۱۹]
- کسب مقام نایب قهرمانی مسابقات در لیگ برتر امیدهای کشور در سال ۱۳۹۳.
- کسب مقام سومی مسابقات در لیگ برتر امیدهای کشور در سال ۱۳۹۴.
- کسب مقام قهرمانی مسابقات در لیگ برتر امیدهای کشور در سال ۱۳۹۵.

#### تیم فوتسال موعود پیرادل مشهد[۱۹]
- کسب مقام قهرمانی در لیگ برتر امیدهای کشور در سال ۱۳۹۶.

### بازیکن

#### منتخب فرهنگیان خراسان رضوی
- کسب دوبار مقام سومی کشور.